# Image Reduction and Analysis Facility
Image Reduction and Analysis Facility (IRAF) est un logiciel professionnel américain de traitement (on parle de « réduction ») et d’analyse de données astronomiques. Il a été développé principalement par les astronomes et les programmeurs du National Optical Astronomy Observatory (NOAO) aux États-Unis. L’équivalent européen de IRAF s’appelle MIDAS, et a été développé par l’ESO. Les deux logiciels permettent grosso modo de faire les mêmes calculs. Ils sont tous les deux utilisés dans le traitement des fichiers FITS sous la forme de tables de pixels produits par les détecteurs des instruments astronomiques, tels que les CCD.
IRAF (tout comme MIDAS) sont des logiciels assez gros et lourds, car ils contiennent un très grand nombre de modules spécialisés dans le traitement des différents types de données astronomiques, comme la photométrie, la spectroscopie, la polarimétrie, la spectroscopie multi-objets, etc. Certains modules de IRAF ont été développés spécifiquement pour le traitement des images du télescope spatial Hubble.
Plus récemment, IRAF s’est vu enrichi par l’ajout (facultatif) de PyRAF, une couche de logiciel supplémentaire basée sur le langage interprété Python.
1. ↑  « https://github.com/iraf-community/iraf/releases/tag/v2.18 »